# Elvis (editor de texto)
Elvis es un editor de texto mejorado a partir de ex/vi que tiene más comandos y funcionalidades que los originales. Está escrito por Steve Kirkendall y es distribuido bajo la Licencia Artística, la misma que usa Perl. Es la versión que hay de vi en Slackware, KateOS y MINIX 3. Está además disponible para varias plataformas aparte de Unix y Unix-like, como MS-DOS y Windows.

## Características

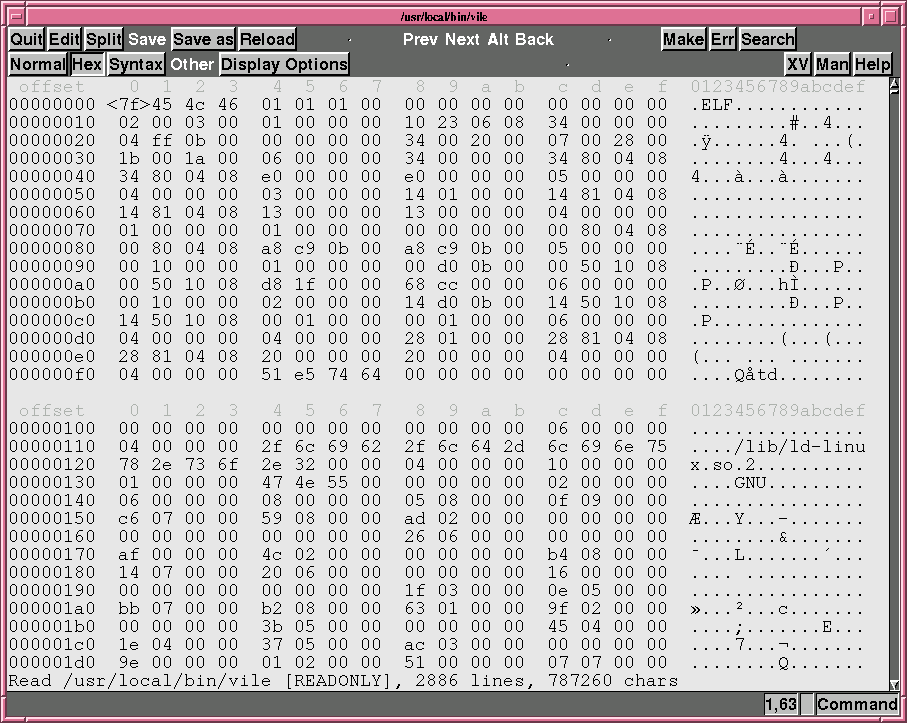
Modo hexadecimal

Elvis fue un clon de vi destacado debido a sus avanzadas características y su concisión, por esto, influyó el desarrollo de Vim en 1997.
Entre las características avanzadas cabe destacar el resaltado de sintaxis en color y la selección de esta por medio de atajos de teclado. También se puede utilizar como editor hexadecimal.